# Karakal stepowy
Karakal stepowy, karakal (Caracal caracal) – gatunek drapieżnego ssaka z podrodziny kotów (Felinae) w obrębie rodziny kotowatych (Felidae). Występuje w Azji (Indie, Pakistan, Afganistan, Iran, Turkmenistan), na Półwyspie Arabskim i w Afryce. Pierwszy okaz opisano w 1776 roku. Czasami bywa zaliczany do rodzaju Felis, ale stopień jego odrębności uzasadnia ustanowienie dla niego odrębnego rodzaju Caracal.

## Systematyka
Gatunek po raz pierwszy zgodnie z zasadami nazewnictwa binominalnego opisał w 1776 roku niemiecki zoolog Johann Christian Daniel von Schreber nadając mu nazwę Felis caracal. Jako miejsce typowe autor wskazał  „Przylądek Dobrej Nadziei” (niem. Vorgebirge der guten Hofnung), ograniczone przez Joela Asapha Allena w 1924 roku do „Table Mountain, w pobliżu Kapsztadu w Południowej Afryce” (ang. Table Mountain, near Cape Town, South Africa).
Caracal caracal był pierwotnie uważany za spokrewnionego z Lynx lynx, L. canadensis, L. pardinus i L. rufus; jednak ostatnie analizy genetyczne pokazują, że nie należy on do grupy rysi, ale jest bardziej spokrewniony z C. aurata. Uważa się, że oba gatunki miały wspólnego przodka 4,85 miliona lat temu. Zwykle rozpoznawanych jest do dziewięciu podgatunków, ale analizy wykazały, że głównie ze względów biogeograficznych powinno się wyróżniać tylko trzy. Autorzy Illustrated Checklist of the Mammals of the World rozpoznają trzy podgatunki.

### Etymologia
- Caracal: fr. caracal „karakal” od, tur. kara kulak „czarnouchy”, od kara „czarny”; kulak „ucho”[29]
- nubicus: nowołac. nubijski Nubijczyk, od łac. Nuba „nubijski”[30].
- schmitzi: Ernst Johann Schmitz (1845–1922), niemiecki ksiądz, przyrodnik na Maderze w latach 1886–1898, 1902–1908, w Palestynie i Syrii w latach 1908–1922[31]

## Zasięg występowania
Karakal stepowy występuje w Afryce oraz w południowo-zachodniej, środkowej i południowej Azji zamieszkując w zależności od podgatunku:
- C. caracal caracal – wschodnia i południowa Afryka od południowo-zachodniego Egiptu do Południowej Afryki.
- C. caracal nubicus – północna, zachodnia i północno-środkowa Afryka, w tym od północnego Maroka do północnej Tunezji oraz Senegal do Sudanu.
- C. caracal schmitzi – zachodnia i środkowa Azja od północno-wschodniego Egiptu po zachodnie Indie, łącznie z przybrzeżnym Półwyspem Arabskim i Turcją.

## Morfologia
Długość ciała 61–105,7 cm, długość ogona 19,5–34 cm; masa ciała dorosłych samic 6,2–15,9 kg, dorosłych samców 8–20 kg. Ubarwienie od jasnobrązowego do ciemnobrązowego, czasem czarne, pod brzuchem izabelowate lub nawet białe. Uszy długie, czarne na stronie tylnej, zakończone pędzelkami (które nie rosną, w przeciwieństwie do rysia). Kończyny również długie, sylwetka smukła, ale mocna.

## Ekologia
Pożywienie
Odżywiają się mięsem, polując na zwierzęta różnej wielkości, od ssaków po węże i płazy.
Rozród
Na południe od Sahary karakale nie mają ściśle określonego okresu rozrodczego, na północy młode rodzą się zimą lub wiosną. Ciąża trwa 70-79 dni, w miocie 1-4 młodych. Ssą około 4 miesięcy, dojrzewają w ciągu 15 miesięcy, ale samodzielność uzyskują już ok. 10 miesiąca.
Biotop
Karakal zamieszkuje suche sawanny, stepy, krzaczaste zarośla i półpustynie. Zaobserwowano go na wysokości nawet powyżej 3000 m n.p.m.
Tryb życia
Bywają aktywne nocą lub w dzień (zależnie od obszaru występowania), a ich aktywność zależy od temperatury otoczenia. Przy temperaturze powyżej 10° C odpoczywają. W naturze żyją średnio 12 lat, natomiast w niewoli dożywają nawet 20. Są samotnikami, z wyjątkiem okresu godowego. Przedstawiciele obu płci są terytorialne i pilnują swojego obszaru. Samice zwykle zajmują mniejszy obszar: od 4 do 31 km². Samce natomiast polują zwykle na obszarze od 31 do 65 km², jednak zaobserwowano znacznie większe obszary.  
Ochrona
Karakale są obiektem intensywnych polowań. Wprawdzie ich futro nie ma wartości handlowej, ale są uważane za szkodniki, ponieważ chętnie zaglądają na farmy.